# Strategic Air Command

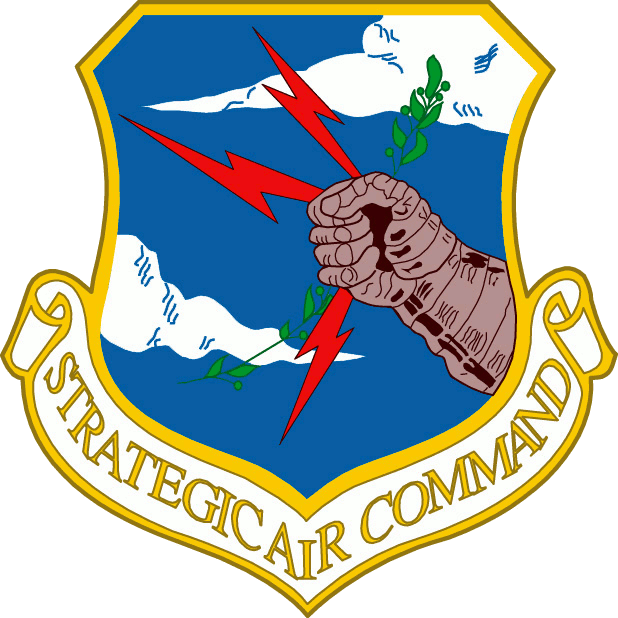
Sigla Strategic Air Command

Strategic Air Command (SAC) a fost un departament al United States Air Force însărcinat cu arsenalul nuclear strategic (bombardiere și rachete balistice intercontinentale) din 1946 pînă în 1992.